# Stadio Kanjuruhan
Lo Stadion Kanjuruhan è un impianto sportivo multifunzione, benché quasi esclusivamente dedito al calcio, ubicato a Kepanjen, nella Reggenza di Malang, nella Giava Orientale, in Indonesia. Ha una capienza di 42 449 spettatori. Ospita le gare interne dell'Arema, squadra militante nella Liga 1 e del Persekam Metro Kabupaten Malang, della Liga 3.

## Storia
Lo stadio è stato edificato nel 1997, con un costo di costruzione stimato in oltre 35 miliardi di Rupie. È di proprietà del Governo della Reggenza di Malang.
Il 9 giugno 2004 lo stadio è stato inaugurato alla presenza della presidente Megawati Sukarnoputri.
In occasione dell'inaugurazione si è svolta la partita tra Arema e PSS Sleman valida per la prima divisione indonesiana del 2004, conclusasi con una vittoria per 1-0 per l'Arema.
Nel 2010 l'impianto è stato ristrutturato per ospitare le partite dell'AFC Champions League 2011; l'intervento ha consentito di migliorare le prestazioni di luminosità.

### La strage del 1º ottobre 2022
Al termine della partita Arema-Persebaya Surabaya, vinta dagli ospiti, circa 3.000 tifosi dell'Arema hanno invaso il campo e, secondo la polizia, hanno attaccato i giocatori e i funzionari del Persebaya Surabaya. La folla quindi si è scontrata con le forze di sicurezza, che in assetto antisommossa hanno dispiegato gas lacrimogeni per tentare fermare la rivolta. L'intervento della polizia ha innescato una fuga precipitosa di persone nello stadio che cercavano di sfuggire agli effetti del gas. Alle uscite dello Stadio si è formata una calca che ha provocando l'asfissia di diverse persone.
Il numero di persone rimaste ferite riportato dalla stampa variava tra 180 e 323. Il 4 ottobre 2022 sono stati resi noti i nomi di 131 morti. La strage è stata il secondo evento con più morti nella storia del calcio mondiale, dopo il disastro dell'Estadio Nacional del 1964 in Perù, che fu fatale per 328 persone.

## Galleria d'immagini

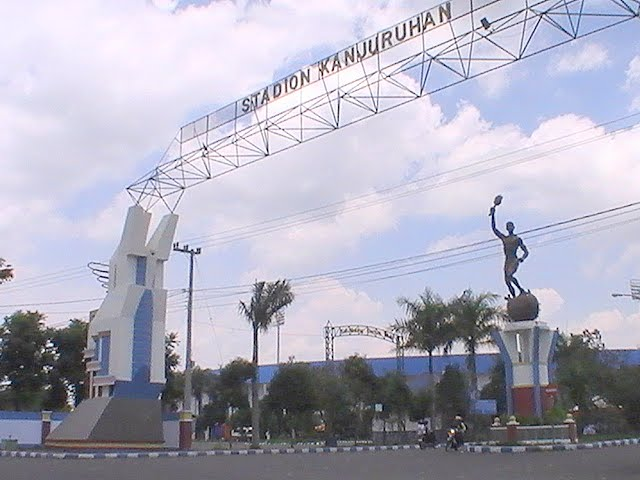
Ingresso dello Stadio.
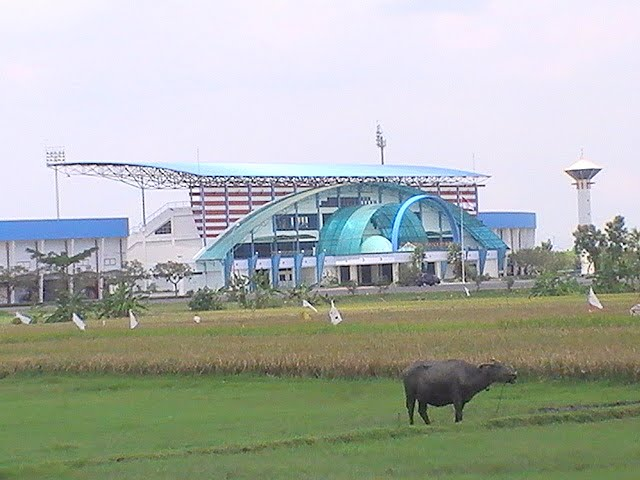
Vista dello Stadio dalle risaie.
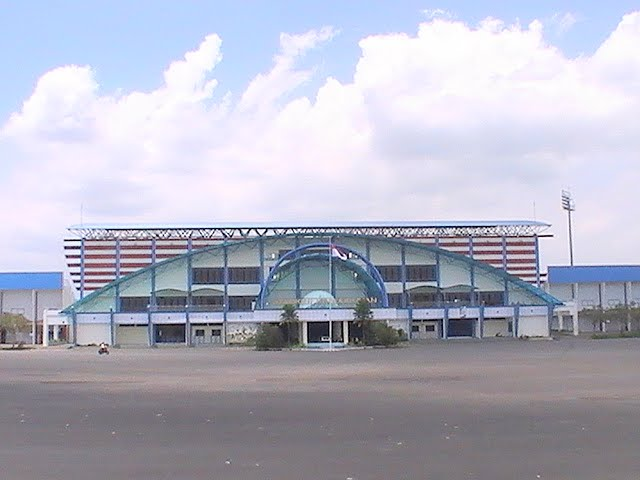
Esterno dello Stadio.
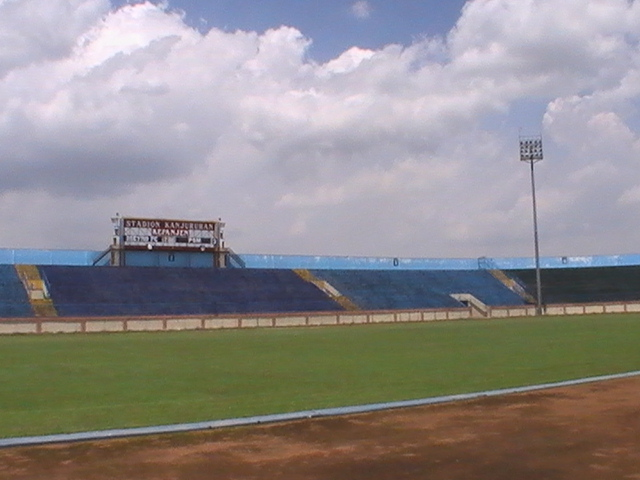
Terreno erboso dello Stadio.